# Giải thưởng Zener
Giải thưởng Zener là giải thưởng quốc tế được trao cho sự tiến bộ khoa học trong các lĩnh vực khoa học vật liệu và vật lý, đặc biệt là ứng dụng trong quang phổ cơ học và nội ma sát. Trước đây giải thưởng có tên gọi là Giải ICIFUAS (1965-1985), được ra đời nhằm vinh danh công trình tiên phong của Clarence Zener về tính đàn hồi phụ thuộc thời gian. Giải thưởng Zener được trao bởi Văn phòng Giải thưởng Zener dưới sự chủ trì bởi Chủ tọa Hội nghị quốc tế về nội ma sát và quang phổ cơ học (ICIFMS), trước đây là Hội nghị quốc tế về nội ma sát và sự suy giảm siêu âm trong chất rắn. Giải thưởng Zener có thể được trao để ghi nhận một khám phá khoa học có tác động mạnh mẽ hoặc cho sự cống hiến cho lĩnh vực. Giải thưởng Zener đã được trao cho 23 cá nhân tính đến năm 2017. Mỗi cá nhân được trao tặng Huy chương vàng Zener và bằng khen. Mỗi Huy chương vàng Zener được đúc bằng 20 carat vàng và có hình chân dung của Clarence Zener ở phía trước.
Giải thưởng Zener (The Zener Prize) và Huy chương Vàng Zener (The Zener Gold Medal) hay trong tiếng Pháp là La Médaille d'or Zener.
Lĩnh vực: Khoa học vật liệu, vật lý, lý tính vật liệu.

## Thông báo giải thưởng Zener năm 2017
Giải thưởng Zener năm 2017 được trao cho Giáo sư Leszek Bogumił Magalas cho nghiên cứu về sự thay đổi đột biến trong quang phổ cơ học của chất rắn. Công trình của ông vẫn tiếp tục tới nay cùng với sự phát triển của phương pháp phân tích quang phổ cơ học cao cấp, HRMS. Giáo sư Leszek Bogumił Magalas giảng dạy tại trường Đại học khoa học và công nghệ AGH, Kraków, Ba Lan.

## Danh sách những người nhận giải thưởng Zener
| Năm   | Người nhận giải        |           | Quốc gia   | Tổ chức |
| ----- | ---------------------- | --------- | ---------- | --- |
| 1965  | Werner Otto Köster     | 1896–1989 | Đức        | Max Planck Institute for Metals Research, Stuttgart (Max Planck Institute for Metals Research, Stuttgart renamed on ngày 18 tháng 3 năm 2011, the Max Planck Institute for Intelligent Systems, Stuttgart)                                                      |
| 1969  | Warren Perry Mason     | 1900–1986 | Hoa Kỳ     | Bell labs, Murray Hill, Manhattan, New Jersey |
| 1985* | Clarence Melvin Zener  | 1905–1993 | Hoa Kỳ     | Đại học Chicago, Chicago (1945-1951); Westinghouse Electric Corporation, Pittsburgh, Pennsylvania (1951-1965); Đại học Texas tại Austin, College Station (1966-1968); Đại học Carnegie Mellon,* Pittsburgh, Pennsylvania (1968-1993)                            |
| 1989  | Cát Đình Toại          | 1913–2000 | Trung Quốc | Viện Khoa học Trung Quốc, Institute of Solid State Physics s (ISSP), Hợp Phì (Hefei) |
| 1989* | Arthur Stanley Nowick  | 1923–2010 | Hoa Kỳ     | Yale University, New Haven, Connecticut (1951-1957); IBM Thomas J. Watson Research Center, Yorktown Heights, New York (1957-1966); Columbia University in the City of New York,* New York (1966-2001); University of California, Irvine, California (2001-2010) |
| 1993  | Piero Giorgio Bordoni  | 1915–2009 | Ý          | Đại học Roma La Sapienza, Roma |
| 1993  | Kurt Lücke             | 1921–2001 | Đức        | RWTH Aachen University, Aachen |
| 1993  | Alfred Seeger          | 1927–2015 | Đức        | Max Planck Institute for Metals Research (Max Planck Institute for Intelligent Systems), Stuttgart; University of Stuttgart, Stuttgart. |
| 1993  | Charles Allen Wert     | 1919–2003 | Hoa Kỳ     | University of Illinois at Urbana–Champaign (Đại học Illinois tại Urbana-Champaign), Urbana, Illinois |
| 1996  | Andrew Vincent Granato | 1926–2015 | Hoa Kỳ     | University of Illinois at Urbana–Champaign (Đại học Illinois tại Urbana-Champaign), Urbana, Illinois |
| 1999  | Gunther Schoeck        | 1928–2015 | Áo         | Đại học Viên, Viên |
| 2002  | Willy Benoit           | (1938)    | Thụy Sỹ    | Swiss Federal Institute of Technology in Lausanne (EPFL), Lausanne |
| 2002  | Masahiro Koiwa         | (1938)    | Nhật Bản   | Đại học Kyoto, Kyoto |
| 2005  | Rosario Cantelli       | (1940)    | Ý          | Đại học Roma La Sapienza, Roma |
| 2005  | Manfred Weller         | 1940–2017 | Đức        | Max Planck Institute for Metals Research (Max Planck Institute for Intelligent Systems), Stuttgart |
| 2008  | Daniel Newson Beshers  | (1928)    | Hoa Kỳ     | Columbia University in the City of New York, New York |
| 2008  | Gaetano Cannelli       | (1936)    | Ý          | University of Calabria, Rende |
| 2008  | Gilbert Fantozzi       | (1942)    | Pháp       | Học viện Khoa học Ứng dụng Quốc gia Lyon (INSA Lyon), Lyon-Villeurbanne |
| 2011  | Gérard Gremaud         | (1949)    | Thụy Sỹ    | Swiss Federal Institute of Technology in Lausanne (EPFL), Lausanne |
| 2011  | Fabio Massimo Mazzolai | (1934)    | Ý          | University of Perugia, Perugia |
| 2014  | Qing-Ping Kong         | (1930)    | Trung Quốc | Viện Khoa học Trung Quốc, Institute of Solid State Physics (ISSP), Hợp Phì (Hefei) |
| 2014  | Robert Schaller        | (1948)    | Thụy Sỹ    | Swiss Federal Institute of Technology in Lausanne (EPFL), Lausanne |
| 2017  | Leszek Bogumił Magalas | (1954)    | Ba Lan     | AGH Đại học Khoa học và Công nghệ (AGH University of Science and Technology), Kraków |

Con số ở cột thứ nhất là năm người được nhận giải thưởng. Con số với dấu sao (*) nghĩa là người được nhận giải thưởng khi đang làm việc tại đơn vị có chứa dấu sao đó. Tổng số giải: 23 giải Zener, 20 Huy chương vàng Zener.

## Danh sách người nhận giải thưởng Zener theo quốc gia
| Quốc gia   | Số người nhận giải | Người nhận giải                                                            |
| ---------- | ------------------ | -------------------------------------------------------------------------- |
| Hoa Kỳ     | 6                  | W.P. Mason, C.M. Zener, A.S. Nowick, C.A. Wert, A.V. Granato, D.N. Beshers |
| Đức        | 4                  | W. Köster, K. Lücke, A. Seeger, M. Weller                                  |
| Ý          | 4                  | P.G. Bordoni, R. Cantelli, G. Cannelli, F.M. Mazzolai                      |
| Thụy Sỹ    | 3                  | W. Benoit, G. Gremaud, R. Schaller                                         |
| Trung Quốc | 2                  | T.S. Kê, Q.P. Kong                                                         |
| Áo         | 1                  | G. Schoeck                                                                 |
| Pháp       | 1                  | G. Fantozzi                                                                |
| Nhật Bản   | 1                  | M. Koiwa                                                                   |
| Ba Lan     | 1                  | L.B. Magalas                                                               |

Các quốc gia được xếp theo thứ tự giảm dần của số người nhận giải.

## Danh sách giải thưởng Zener tính theo đầu người
Danh sách các quốc gia được xếp hạng bởi số người nhận giải trên số dân của họ. Bởi vì dân số của mỗi quốc gia lớn hơn rất nhiều so với số người nhận giải thưởng Zener,con số được nhân lên với 10 triệu. Đó là lý do tại sao con số trong cột phải có thể coi như số người nhận giải thưởng Zener trên 10 triệu dân của mỗi quốc gia.
| Xếp hạng | Quốc gia   | Người nhận giải thưởng Zener | Dân số 2015 | Số người nhận giải / 10 triệu dân |
| -------- | ---------- | ---------------------------- | ----------- | --------------------------------- |
| 1        | Thụy Sỹ    | 3                            | 8.320       | 3.605                             |
| 2        | Áo         | 1                            | 8.679       | 1.152                             |
| 3        | Ý          | 4                            | 59.504      | 672                               |
| 4        | Đức        | 4                            | 81.708      | 489                               |
| 5        | Ba Lan     | 1                            | 38.265      | 261                               |
| 6        | Hoa Kỳ     | 6                            | 319.929     | 187                               |
| 7        | Pháp       | 1                            | 64.457      | 155                               |
| 8        | Nhật Bản   | 1                            | 127.975     | 78                                |
| 9        | Trung Quốc | 2                            | 1.397029    | 0.014                             |